# Zhaan
Zhaan est un personnage de la série télévisée Farscape interprété par Virginia Hey. C'est une prêtresse delvienne du neuvième puis dixième niveau. À bord de Moya, elle s'occupe essentiellement de soigner les autres membres d'équipage grâce à ses compétences médicales et spirituelles. Elle peut par exemple entrer en fusion spirituelle avec les autres, pour partager directement ses pensées et ses émotions. En présence de lumière extrême, Zhaan perçoit un photogasme : c'est un état de plaisir intense que seuls les Delvians peuvent ressentir.
Zhaan est delvienne, et est en fait une plante évoluée douée d'intelligence, un chloroplaste particulier donnant à son épiderme sa couleur bleue.